# Radim Špaček
Radim Špaček (Ostrava, 13 ottobre 1973) è un regista, produttore cinematografico e attore ceco meglio conosciuto per il film Walking Too Fast. Egli è l'unico regista che ha ricevuto sia il Leone Ceco che il Fluffy Leone. Il padre Ladislav Špaček era un conduttore, giornalista ed ex portavoce di Václav Havel.

## Biografia
Si è laureato in cinematografia e televisione presso l'Accademia di Performing Arts di Praga. Il suo debutto è stato nel 1998 per il film di Rapid Eye Movement del quale ha ricevuto il premio Fluffy Leone, per il peggior film ceco dell'anno. Dopo questo film ha diretto documentari. Ha lavorato anche con il padre in un programma televisivo dal titolo Etiquette.
È stato il regista del film Walking Too Fast nel 2010. Il film ha ricevuto molti premi tra cui il Leone Ceco per il miglior film ceco dell'anno.

## Filmografia

### Regista
- Rapid Eye Movement (1998)
- Walking Too Fast (2010)
- Places (2014)[6]
- The Forest Killer (2018)[7]